# Fumiko Kometani
Fumiko Kometani (米谷 ふみ子, Kometani Fumiko), née à Osaka au Japon le 13 novembre 1930, est une écrivaine et artiste peintre japonaise,, résidente de longue date aux États-Unis. Kometani bénéficie d'une bourse et déménage aux États-Unis en 1960, alors qu'elle travaille comme peintre abstrait, fréquente la MacDowell Colony au New Hampshire où elle rencontre son mari, Josh Greenfeld (à présent installé en Californie), avec qui elle vit trois ans à New York. Par son mariage avec Greenfeld elle se convertit au judaïsme. Après le retour de la famille au Japon il s'avère que l'un de ses enfants est handicapé mental, après quoi Kometani se lance dans une carrière littéraire. La famille s'installe à Pacific Palissades en 1974. Son fils ainé, Karl Taro Greenfeld (en), est également écrivain.
Elle a écrit des essais, entre autres sur Norman Mailer, Arthur Miller, Art Carney, Zero Mostel et Alan Schneider, des écrits politiques au milieu des années 1970, des nouvelles et des romans. Elle est lauréate du prestigieux prix Akutagawa en 1985 et du prix de littérature féminine en 1989.

## Maison
La maison de Kometani à Pacific Palissades et tous les souvenirs qu'elle contenait sont détruits lors des incendies de Los Angeles en janvier 2025.

## Prix
- Prix Bungakkai shinjin (1985)
- Prix Shinchoo shinjin (1985)
- Prix Akutagawa (1985)
- Prix Murasaki Shikibu (1998)
- Prix de littérature féminine (1989)

## Sources
- Chieko Irie Mulhern: "Japanese Women Writers: A Bio-Critical Sourcebook", Greenwood Publishing Group, 1994,  (ISBN 9780313254864), S. 190-199